# Костел Воздвиження Чесного Хреста (Городок)
Костел Воздвиження Чесного Хреста — культова споруда, вважається головним римо-католицьким храмом міста Городок, що розташоване за 31 км від Львова. Храм знаходиться в центрі Старого міста.

## Відомості
Згідно історичних джерел костел був закладений правителем Королівства Русі Владиславом Опольчиком у 1372 році. Аби костел міг успішніше діяти, король Владислав II Ягайло надав йому багато привілеїв, а також матеріально підкріпив латинську («польську») твердиню двома ланами землі. У 1419 році, під час перебування на замку в Городку, король визначив десятину городоцькому плебанові, що означало: відтоді йому повинен був віддаватися кожен десятий сніп з поля усього староства, а було Городоцьке староство одним з найбільших у Галичині. Неподалік костелу знаходилися цвинтар, трупарня і дзвіниця — тобто все те, що мало бути біля храму в ті часи.
Спочатку споруда була дерев'яною, пізніше костел вимурували з цегли. у 1553 році будівлю розширили — збудували теперішню середню частину. Однак у 1616 році костел згорів разом з усім містом. Під час відновлення костел добудували, і він виріс удвічі. Дзвіниця походила з XVI століття, на ній висіло шість дзвонів, найбільший з яких був освячений у 1753 року єпископом Станіславом Раймундом Єзерським. Посвячувався він святому Христофору. Наприкінці XVIII століття, коли, згідно з розпорядженням Папи Римського, заборонялись цвинтарі всередині міста, цвинтар біля костьолу був зліквідований і перенесений на війтівську юридику, що пізніше стала німецькою колонією Фольденберг. Покинуте кладовище зрівнялося із землею, поросло травою та кущами.
У 1902 році проведено реставрацію костелу, а в 30-х роках добудовано західну, найвеличнішу, частину костелу за проектом архітектора Броніслава Віктора. Давній білокам'яний портал вмонтували у північну стіну прибудови, і споруда вийшла цікава: сліди реконструкції видно до сьогоднішнього дня. Після третьої добудови фасад костелу прикрасився трьома скульптурами невідомих авторів: Матері Божої (вверху) та апостолів Петра і Павла (внизу).
У післявоєнні роки костел не діяв. Він був відданий під склад різним організаціям. Костел дістав охоронну грамоту України № 416.

## Галерея

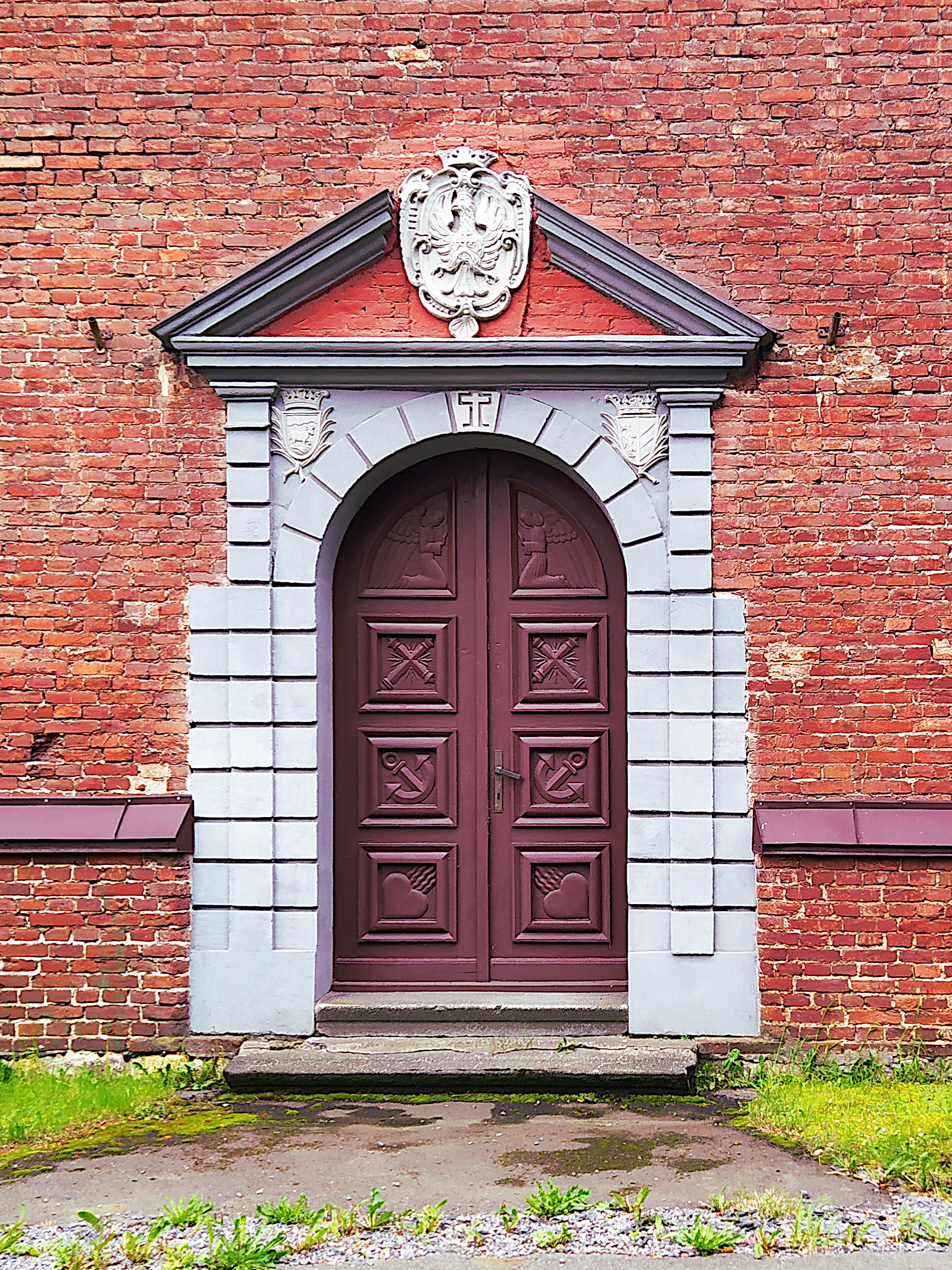
Бічний вхід.
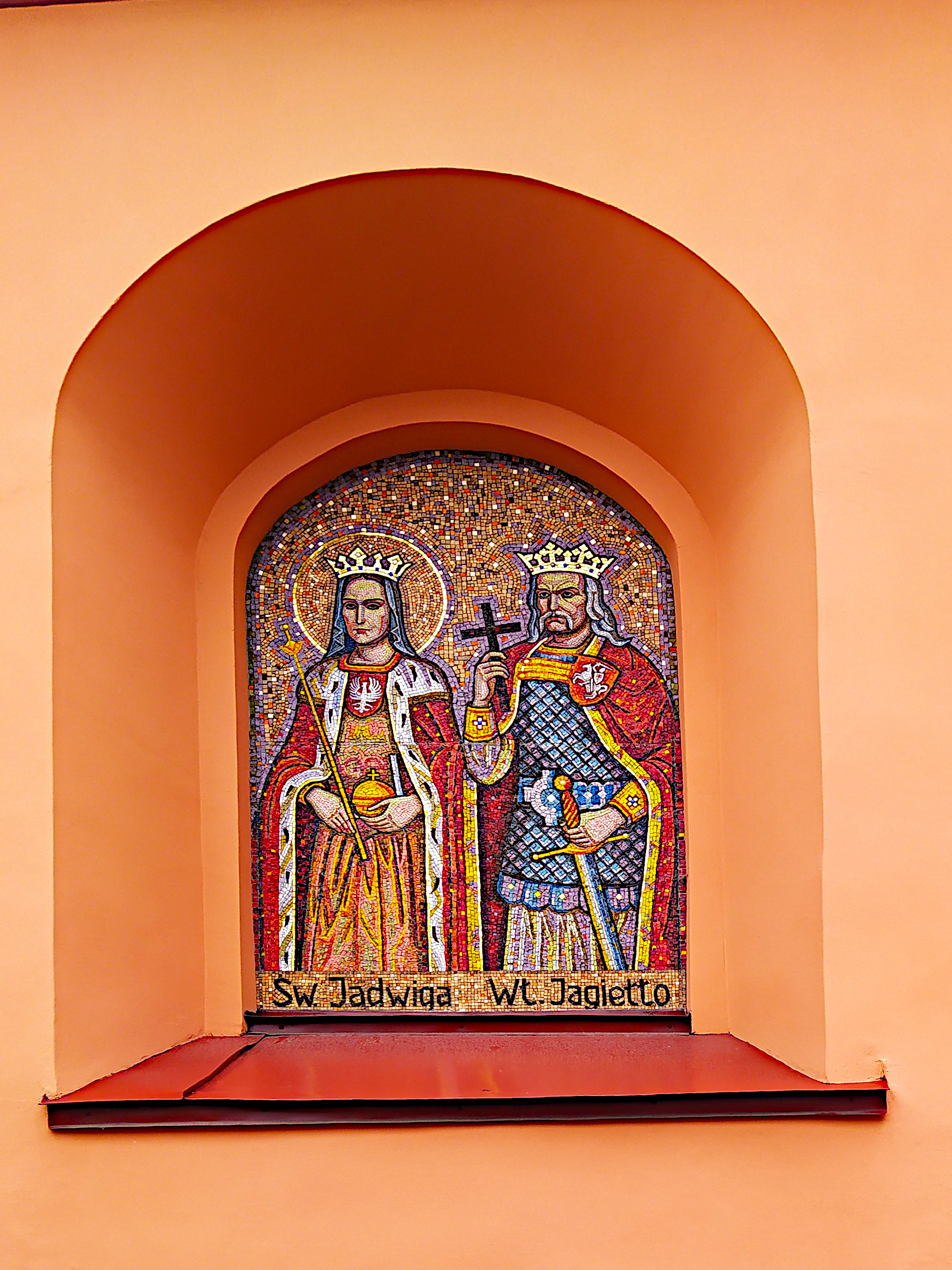
Мозаїка
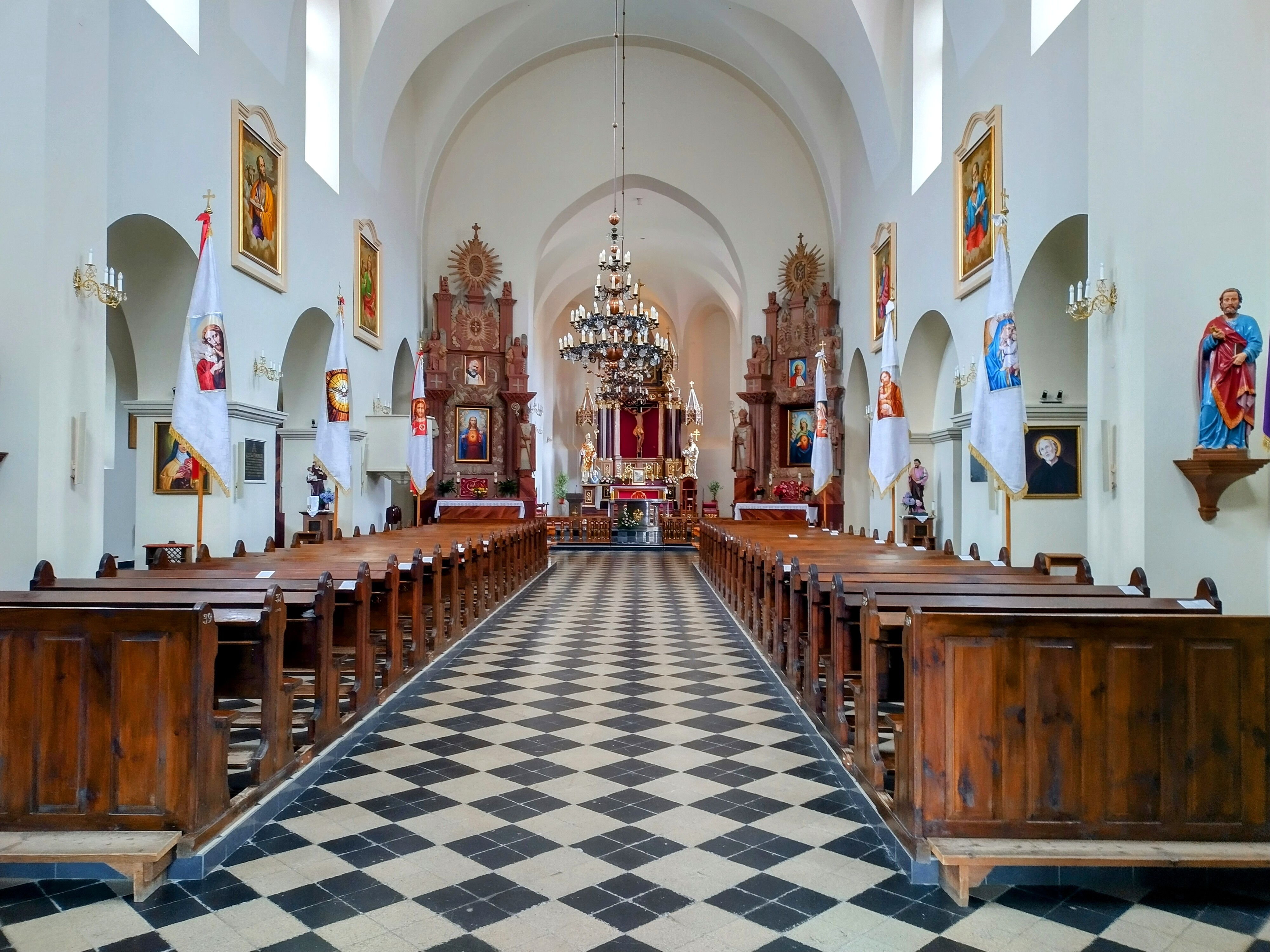
Внутрішній інтер'єр
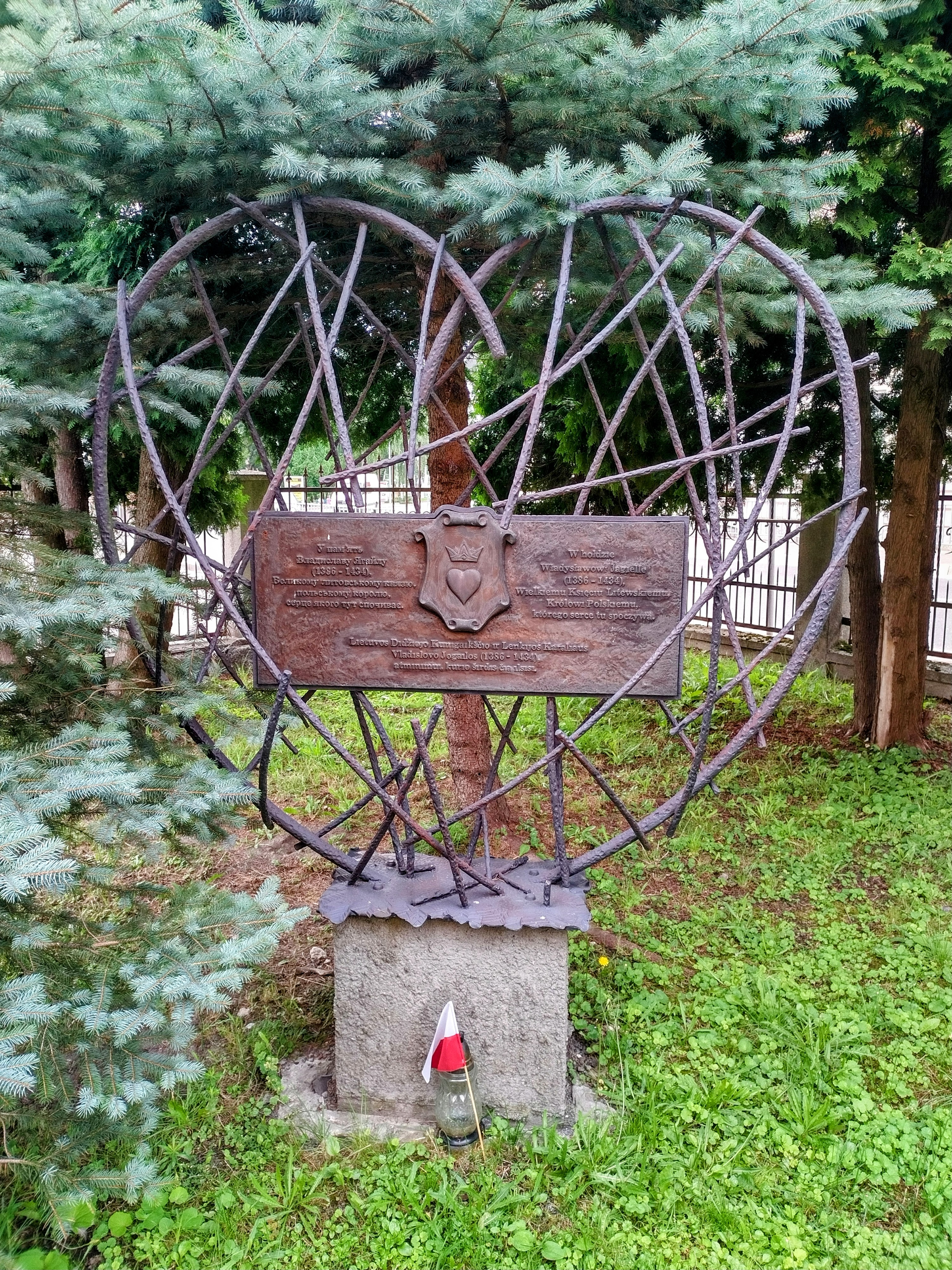
Пам'ятний знак серцю короля Владислава Ягайла
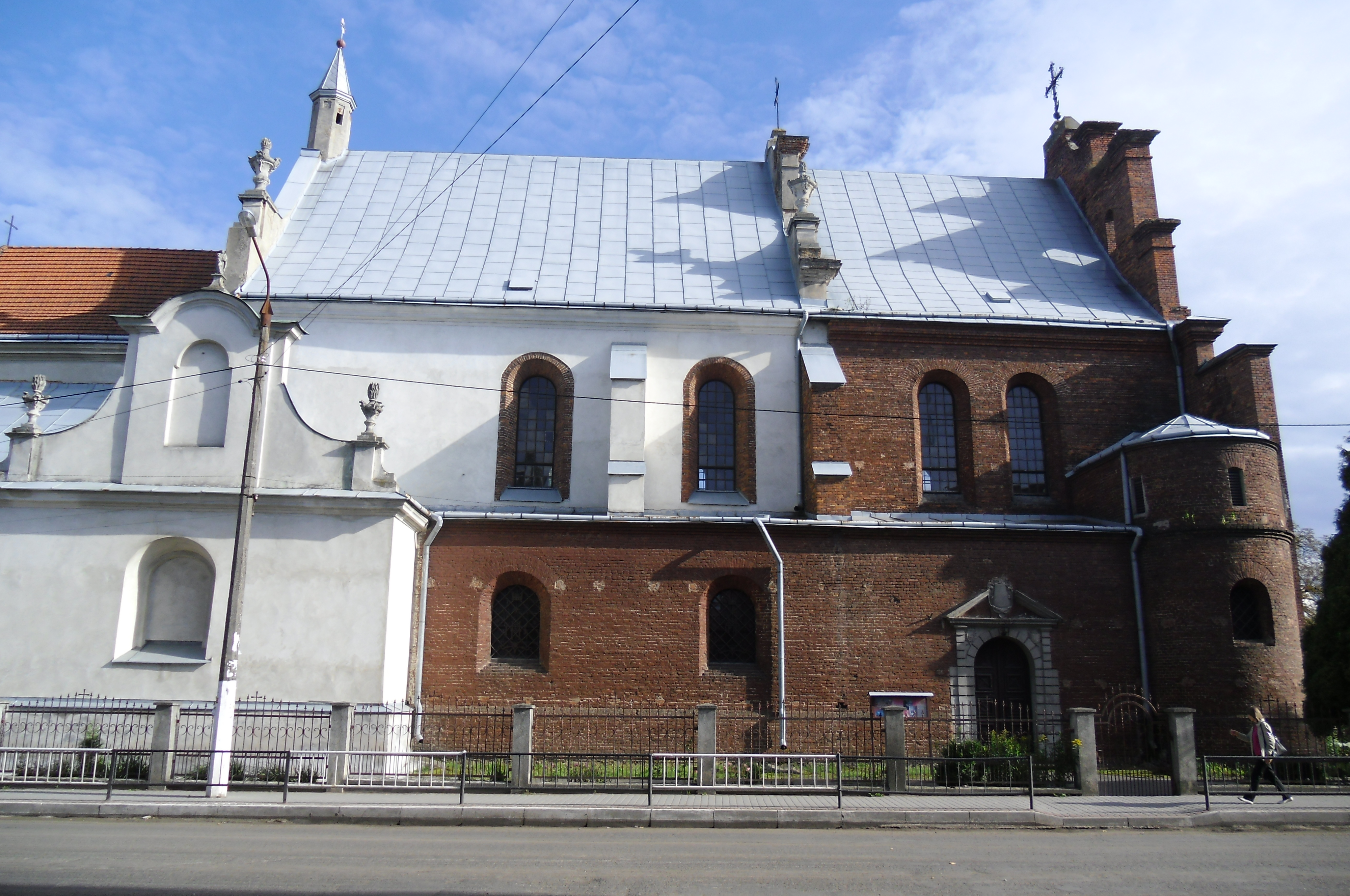
Кутовий вигляд